# Centrocestus cuspidatus
Centrocestus cuspidatus ist ein zu den Saugwürmern gehörender Parasit aus der Familie Heterophyidae. Natürliche Endwirte sind Katzen, Hunde und Ratten, experimentell lassen sich auch Hühner infizieren. Auch Infektionen des Menschen sind beschrieben. Der Parasit kommt in Nordafrika, Kuwait, China und Taiwan vor.

## Merkmale
Adulte sind 0,5–0,8 mm lang und 0,25–0,35 mm breit. Der für Centrocestus typische Dornenkranz um die Mundöffnung besteht nur aus 36 Dornen, was einzigartig in der Gattung ist.

## Lebenszyklus
Die Entwicklung verläuft über zwei Zwischenwirte. Der Endwirt scheidet die Eier mit dem Kot aus. Sie sind 30–35 × 15–20 µm groß. Daraus schlüpfen die Mirazidien und dringen in den ersten Zwischenwirt ein. Als erster Zwischenwirt fungieren vermutlich Schnecken, allerdings ist der genaue Überträger unbekannt. In ihnen entwickeln sich die Redien bzw. Zerkarien. Diese werden vom zweiten Zwischenwirt aufgenommen. Als dieser dienen Fische, identifiziert sind bislang Gambusen und Astatotilapia desfontainii. Hier entwickeln sich die Metazerkarien, die mit dem Fisch vom Endwirt aufgenommen werden.